# Estádio Municipal em Bialystok
O Estádio Municipal em Bialystok (Stadion Miejski em polonês) é um estádio de futebol sediado em Białystok, Polônia. 
Sua capacidade é de 22.386 pessoas.

## Galeria

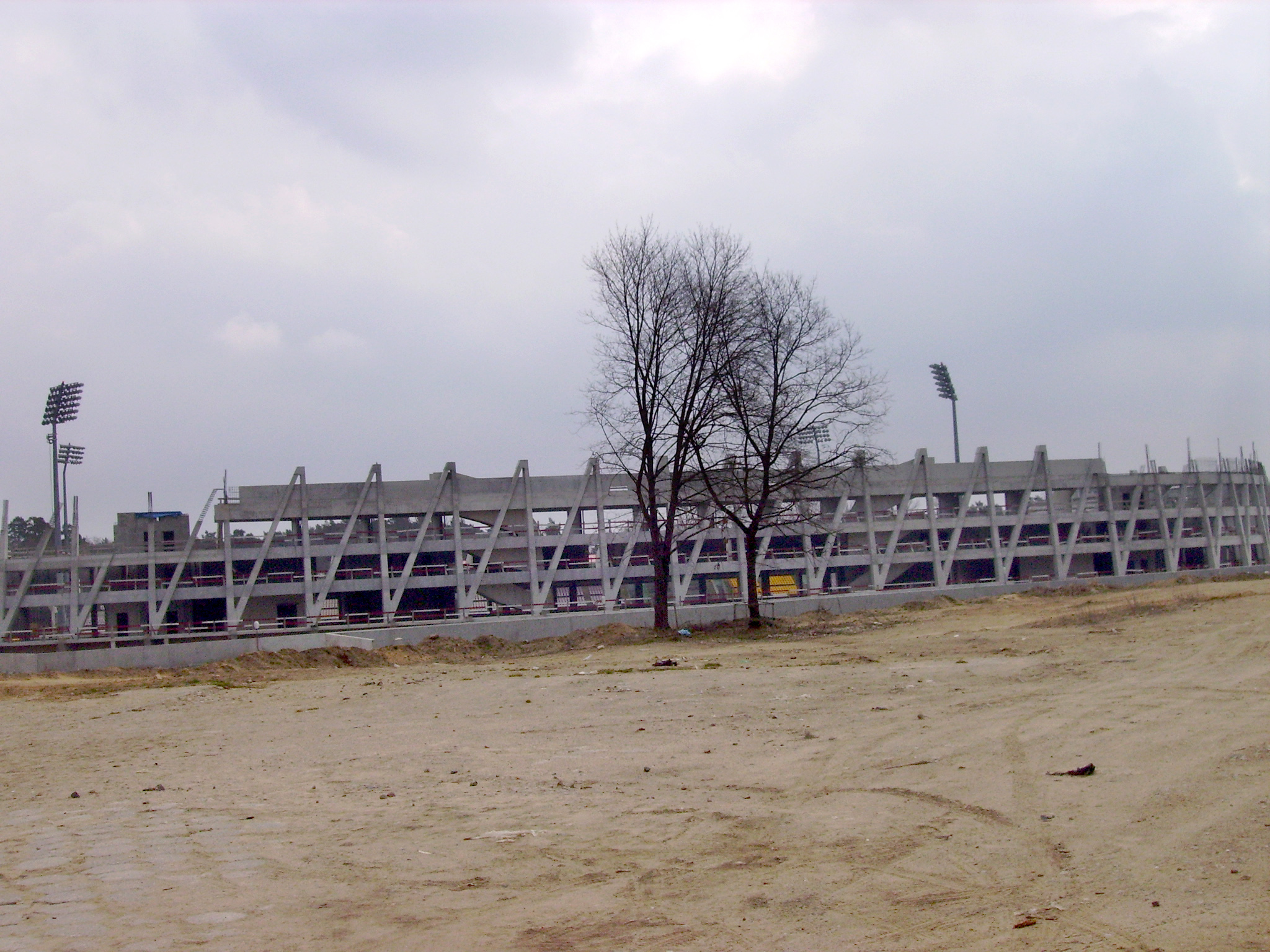
Em construção (2012)
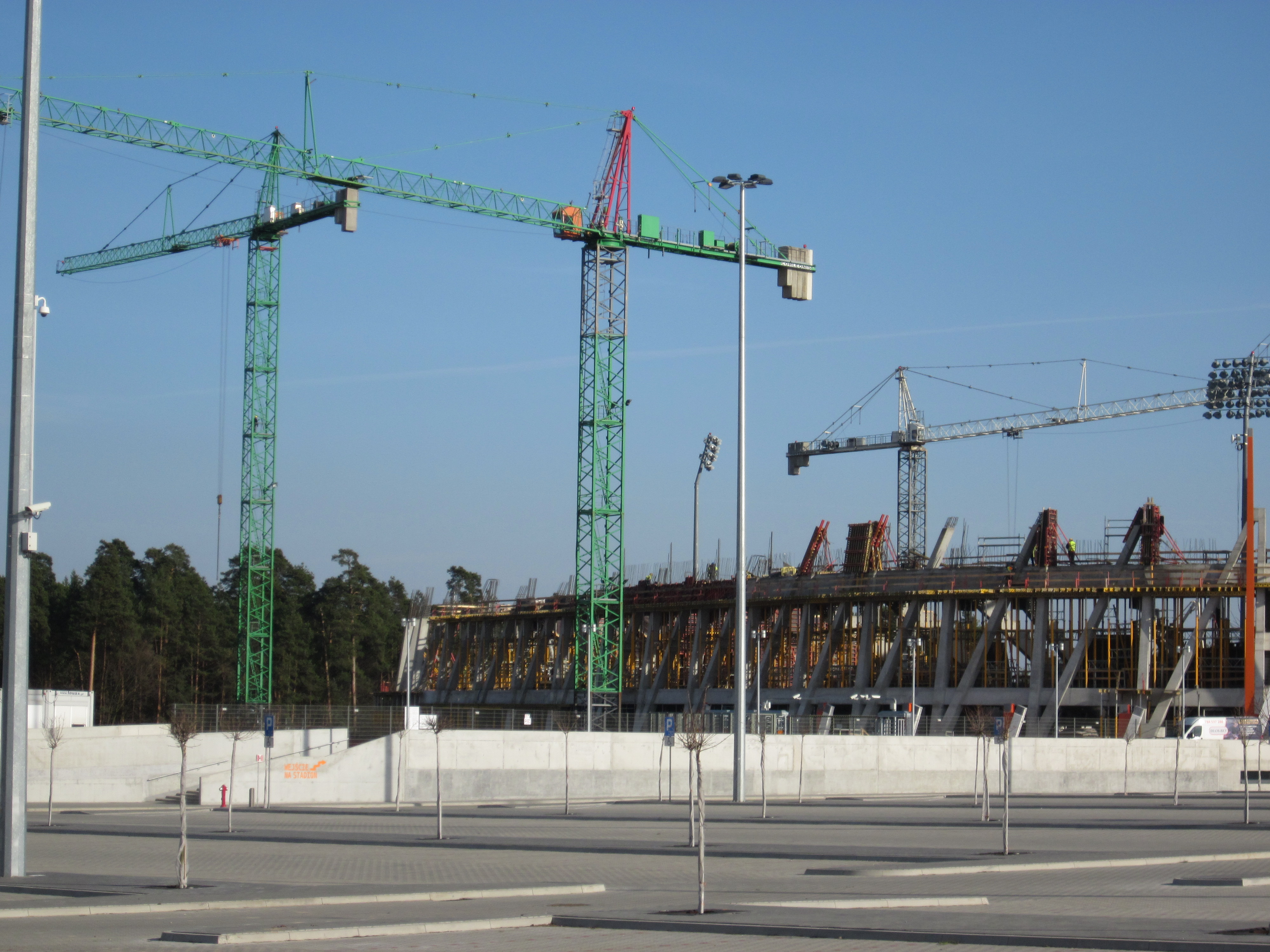
Em construção (2014)
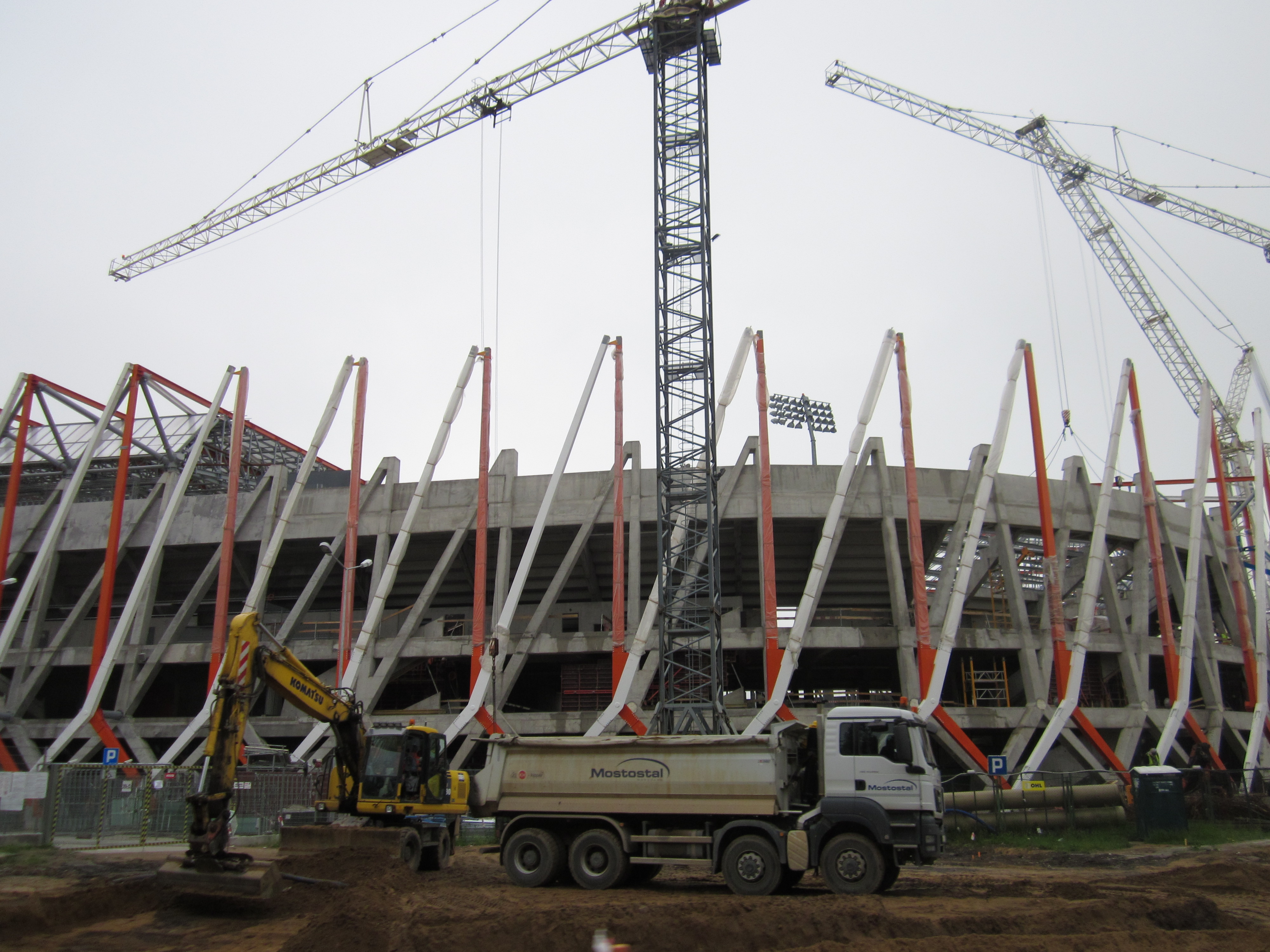
Em construção (2014)
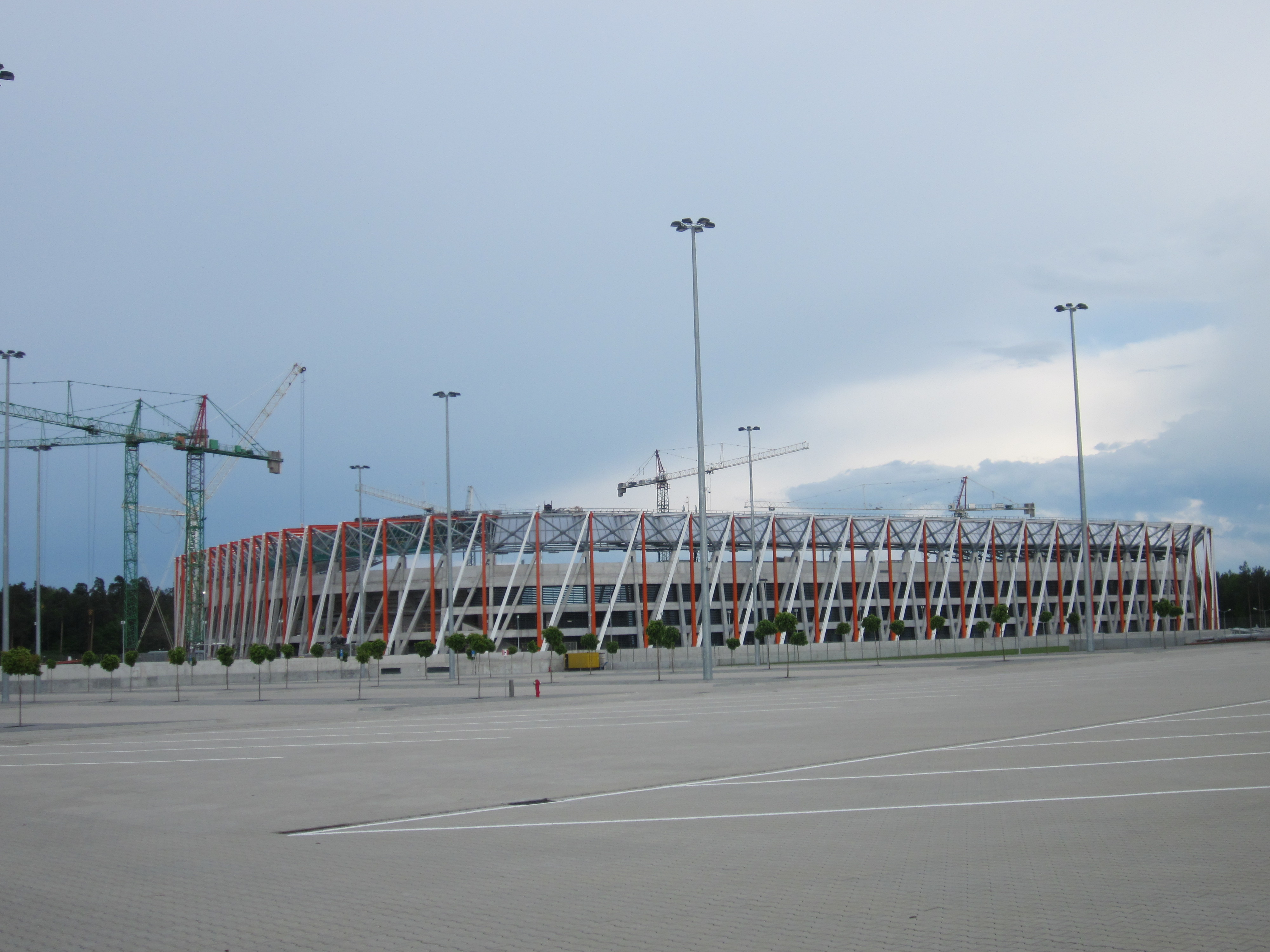
Em construção (2014)